# الاتور، پودوکوتای
الاتور، پودوکوتای (به انگلیسی: Alathur, Pudukkottai) یک منطقهٔ مسکونی در هند است که در تامیل نادو واقع شده‌است.

## خصوصیات
الاتور ۱٬۴۸۰ نفر جمعیت دارد.